# Laaglandborstelmuis
De laaglandborstelmuis (Pogonomelomys bruijni) is een knaagdier uit het geslacht Pogonomelomys dat voorkomt op Nieuw-Guinea en het nabijgelegen eiland Salawati. 

## Beschrijving
Dit dier lijkt veel op P. mayeri, de enige andere soort van het geslacht, maar is veel groter en heeft een kortere, stijvere vacht. De kop-romplengte bedraagt 173 tot 180 mm, de staartlengte 190 tot 197 mm, de achtervoetlengte 33 tot 34 mm en de oorlengte 9 mm. Vrouwtjes hebben 0+2=4 mammae.
Op Nieuw-Guinea is hij bekend van een paar exemplaren uit verschillende locaties in het midden van Nieuw-Guinea en twee plaatsen op de Vogelkop. De exemplaren uit de Vogelkop en Salawati vertegenwoordigen de ondersoort P. b. bruijni, die een rode rug heeft, terwijl de andere exemplaren bij de ondersoort P. b. brassi horen, die een grijze rug heeft. Het dier leeft in bomen in laaglandregenwouden.
De wetenschappelijke naam van de laaglandborstelmuis verwijst naar de Nederlandse onderzoeker en handelaar in tropische dieren Antonie Augustus Bruijn. 